# Monumension
Monumension är det sjätte fullängdsalbumet av norska progressive metal bandet Enslaved. Detta album är det första album som innehåller endast engelsk lyrik, fast några versioner av albumet innehåller låten "Sigmundskvadet" som har fornnordisk lyrik.

## Låtlista
1. "Convoys to Nothingness" (Ivar Bjørnson) – 7:58
2. "The Voices" (Bjørnson) – 6:07
3. "Vision: Sphere of the Elements - A Monument Part II" (Roy Kronheim) – 4:58
4. "Hollow Inside" (Trygve Mathiesen/Bjørnson) – 5:38
5. "The Cromlech Gate" (Grutle Kjellson) – 6:55
6. "Enemy I" (Bjørnson) – 5:16
7. "Smirr" (Bjørnson) – 4:26
8. "The Sleep: Floating Diversity - A Monument Part III" (Kronheim) – 8:12
9. "Outro: Self-Zero" (Bjørnson) – 3:08
10. "Sigmundskvadet" [bonus] – 6:59

## Medverkande
Enslaved
- Ivar Bjørnson (eg. Ivar Skontorp Peersen) – gitarr, keyboard, piano, hammondorgel, ljudeffekter
- Grutle Kjellson (Kjetil Tvedte Grutle) – basgitarr, sång
- Roy Kronheim – gitarr, ljudeffekter[3]
- Dirge Rep (Per Husebø) – trummor, percussion, ljudeffekter

Bidragande musiker
- Kai Lie – bakgrundssång
- Trond Veland – bakgrundssång
- Trygve Mathiesen – sång
- Dennis Reksten (Sven Johan Reksten) – synthesizer, minimoog, vocoder, ljudeffekter

Produktion
- Dave Bertolini – inspelning, ljudtekniker
- Truls Espedal	 – omslagsdesign
- Gøran F. Breivik – foto
- Dirge Rep – omslagsdesign
- Fredrik Saroea – omslagsdesign, illustrationer
- Ivar Bjørnson – omslagsdesign
- Pytten (Eirik Hundvin) – producent, inspelning, ljudtekniker
- Jørgen Træen – mixning
- Herbrand Larsen – inspelning